# Tactiek (krijgskunde)
Tactiek kan in de krijgskunde verschillende betekenissen hebben.
Oorspronkelijk is het woord op het eind van de 18e eeuw ontwikkeld als een aanduiding van de methode om troepen op een bepaalde manier vlak voor een veldslag op te stellen. In het begin van de 19e eeuw werd er een tegenstelling gemaakt met de strategie: de strategie was dan de manier waarop men met een leger manoeuvreerde voor en na de eigenlijke veldslag, de tactiek de wijze waarop men tijdens die slag vocht. Het woord kon echter niet alleen voor de methode gebruikt worden, maar ook voor een concrete toepassing daarvan. 
In het midden van de 19e eeuw ontstaat hieruit een leer die drie niveauverschillen onderscheidt: de concrete gevechtshandelingen zijn het tactische niveau; het directe manoeuvreren met eenheden noemt men nu het operationele niveau; de fundamentele beslissingen die de hele campagne betreffen, vormen het strategische niveau. Deze indeling is in de krijgskunde nog steeds gebruikelijk. 
Tegelijkertijd ontstaat er een derde van het eerste afgeleid betekenisonderscheid: de tactiek is een bepaalde algemene methode van oorlogsvoering ongeacht het niveau, bijvoorbeeld de tactiek van de Blitzkrieg, de strategie de toepassing daarvan in een concreet plan. Zo was het de Duitse strategie (het plan) om de tactiek (de methode) van de Blitzkrieg toe te passen in Operatie Barbarossa. Het is dit woordgebruik dat in de algemene spreektaal is doorgedrongen, zij het dan dat de termen vaak verwisseld worden. Uiterst verwarrend is dat de tweede en derde betekenis strijdig met elkaar zijn.
In het begin van de 20e eeuw wordt de tweede betekenis, die van het niveauverschil, doorgetrokken naar het toepassingsdoel van wapens. Zo werd er een onderscheid gemaakt tussen tactische bommenwerpers, die op het slagveld worden ingezet tegen tactische doelen, en strategische bommenwerpers die de vijandelijke strategische doelen moeten vernietigen: de bevolkingscentra, industrieën, infrastructuur en bestuursorganen die meer fundamenteel zijn en dus als van een "hoger niveau" worden gezien. In gelijke zin maakt men een onderscheid tussen tactische kernwapens en strategische kernwapens.